# Série de championnat de la Ligue américaine de baseball 2017

Logo de la Série de championnat 2017 de la Ligue américaine.

La Série de championnat de la Ligue américaine de baseball 2017 est la 48e série finale de la Ligue américaine de baseball, dont l'issue détermine le représentant de cette ligue à la Série mondiale 2017, la grande finale des Ligues majeures de baseball. 
Cette série au meilleur de sept parties est jouée du vendredi 13 octobre au samedi 21 octobre 2017. Les Astros de Houston l'emportent sur les Yankees de New York quatre matchs à trois pour accéder à la Série mondiale 2017. Le lanceur des Astros Justin Verlander est nommé joueur par excellence de la Série de championnat.

## Équipes en présence
L'identité des équipes qui s'affrontent en Série de championnat est déterminée par l'issue des Séries de divisions de la Ligue américaine, qui ont lieu quelques jours auparavant. Entre les deux participants, l'avantage du terrain pour la série est accordé au club ayant présenté la meilleure fiche victoires-défaites en saison régulière 2017. Le club qui détient l'avantage du terrain est hôte des deux premiers matchs de la série, ainsi que des sixième et septième rencontres si elles s'avèrent nécessaires.
Elle oppose les Astros de Houston aux Yankees de New York.

## Déroulement de la série

### Calendrier des rencontres
| Match | Date       | Visiteur            | Hôte                | Score |
| ----- | ---------- | ------------------- | ------------------- | ----- |
| 1     | 13 octobre | Yankees de New York | Astros de Houston   | 1 - 2 |
| 2     | 14 octobre | Yankees de New York | Astros de Houston   | 1 - 2 |
| 3     | 16 octobre | Astros de Houston   | Yankees de New York | 1 - 8 |
| 4     | 17 octobre | Astros de Houston   | Yankees de New York | 4 - 6 |
| 5     | 18 octobre | Astros de Houston   | Yankees de New York | 0 - 5 |
| 6     | 20 octobre | Yankees de New York | Astros de Houston   | 1 - 7 |
| 7     | 21 octobre | Yankees de New York | Astros de Houston   | 0 - 4 |

### Match 1
Vendredi 13 octobre 2017 au Minute Maid Park, Houston, Texas.
| Yankees de New York | 0 | 0 | 0 | 0 | 0 | 0 | 0 | 0 | 1 | 1 | 5 | 0 |
| Astros de Houston | 0 | 0 | 0 | 2 | 0 | 0 | 0 | 0 | X | 2 | 6 | 1 |
| Lanceurs partants : NYY : Masahiro Tanaka HOU : Dallas Keuchel Vic. : Dallas Keuchel (1-0) Déf. : Masahiro Tanaka (0-1) Sauv. : Ken Giles (1) HRs : NYY : Greg Bird (1) |   |   |   |   |   |   |   |   |   |   |   |   |

Après ne leur avoir accordé aucun point en 6 manches lancées deux ans plus tôt lors du match de meilleur deuxième où Houston avait éliminé New York, le lanceur partant des Astros, Dallas Keuchel, livre une autre performance remarquable, n'accordant aucun point au Yankees sur 4 coups sûrs et cumulant 10 retraits sur des prises. Houston marque ses deux points en 4e manche sur des simples de Carlos Correa et Yuli Gurriel. Le voltigeur de gauche des Astros, Marwin González, met fin à une menace des visiteurs en 5e manche lorsque son relais précis retire Greg Bird au marbre après un simple d'Aaron Judge. Les Yankees inscrivent leur seul point en 9e manche sur un circuit de Greg Bird, mais Ken Giles réussit à protéger la victoire des Astros.

### Match 2

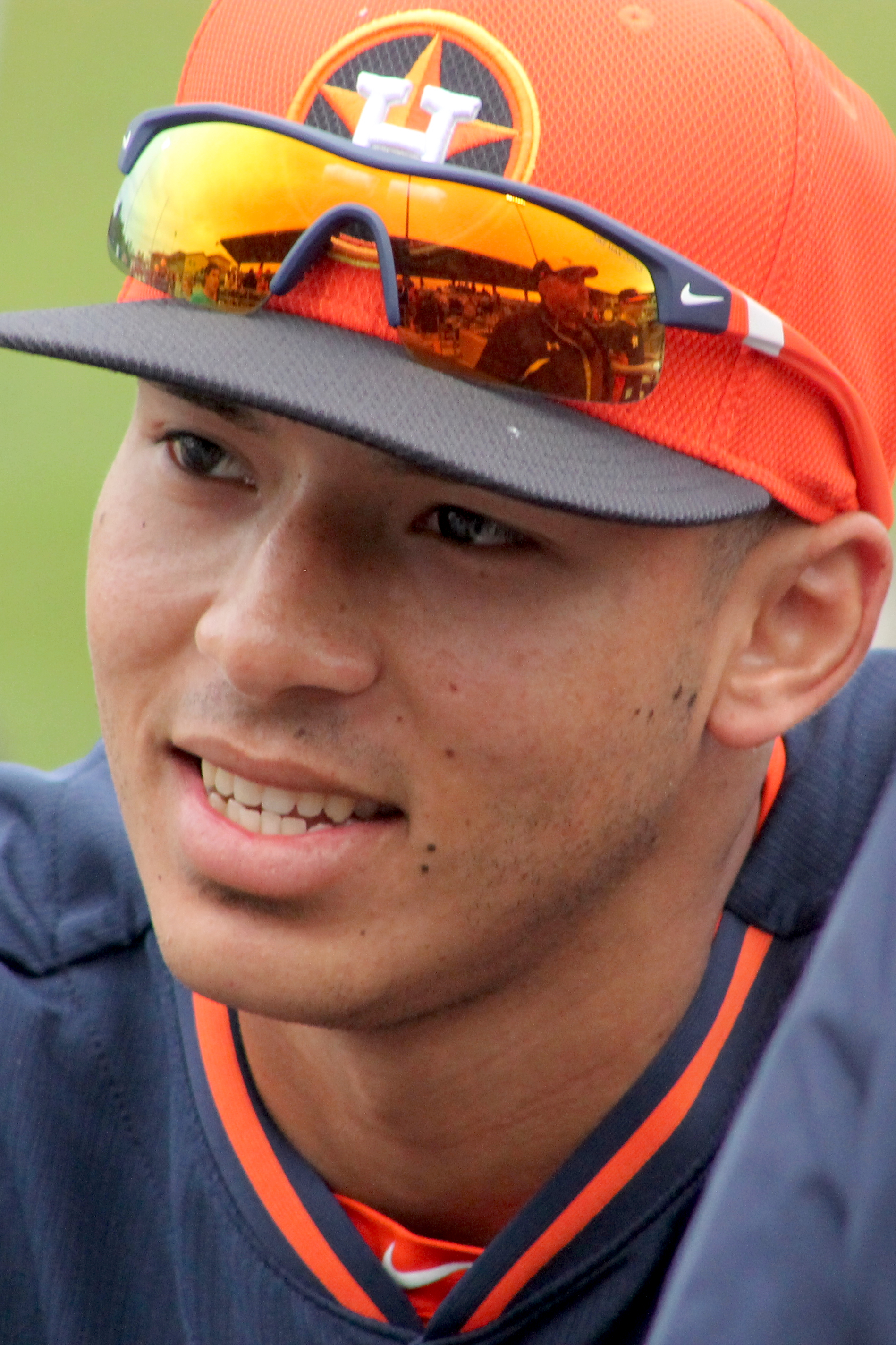
Carlos Correa des Astros de Houston.

Samedi 14 octobre 2017 au Minute Maid Park, Houston, Texas.
| Yankees de New York | 0 | 0 | 0 | 0 | 1 | 0 | 0 | 0 | 0 | 1 | 5 | 0 |
| Astros de Houston | 0 | 0 | 0 | 1 | 0 | 0 | 0 | 0 | 1 | 2 | 5 | 0 |
| Lanceurs partants : NYY : Luis Severino HOU : Justin Verlander Vic. : Justin Verlander (1-0) Déf. : Aroldis Chapman (0-1) HRs: HOU : Carlos Correa (1) |   |   |   |   |   |   |   |   |   |   |   |   |

Justin Verlander lance un match complet où il limite les Yankees à un seul point sur 5 coups sûrs et réussit 13 retraits sur des prises en 9 manches. Houston marque le premier point du match sur un coup de circuit de Carlos Correa en 4e manche et New York crée l'égalité à leur tour au bâton suivant grâce au double de Todd Frazier. En fin de 9e manche, contre le releveur des Yankees Aroldis Chapman, José Altuve frappe un coup sûr et, du premier but, marque sur le double de Correa, donnant aux Astros une victoire de 2-1.

### Match 3
Lundi 16 octobre 2017 au Yankee Stadium, New York, New York.
| Astros de Houston | 0 | 0 | 0 | 0 | 0 | 0 | 0 | 0 | 1 | 1 | 4 | 0 |
| Yankees de New York | 0 | 3 | 0 | 5 | 0 | 0 | 0 | 0 | X | 8 | 7 | 1 |
| Lanceurs partants : HOU : Charlie Morton NYY : CC Sabathia Vic. : CC Sabathia (1-0) Déf. : Charlie Morton (0-1) HRs: NYY : Todd Frazier (1), Aaron Judge (1) |   |   |   |   |   |   |   |   |   |   |   |   |

### Match 4
Mardi 17 octobre 2017 au Yankee Stadium, New York, New York.
| Astros de Houston | 0 | 0 | 0 | 0 | 0 | 3 | 1 | 0 | 0 | 4 | 3 | 0 |
| Yankees de New York | 0 | 0 | 0 | 0 | 0 | 0 | 2 | 4 | X | 6 | 8 | 3 |
| Lanceurs partants : HOU : Lance McCullers NYY : Sonny Gray Vic. : Chad Green (1-0) Déf. : Ken Giles (0-1) Sauv. : Aroldis Chapman (1) HRs: NYY : Aaron Judge (2) |   |   |   |   |   |   |   |   |   |   |   |   |

### Match 5
Mercredi 18 octobre 2017 au Yankee Stadium, New York, New York.
| Astros de Houston | 0 | 0 | 0 | 0 | 0 | 0 | 0 | 0 | 0 | 0 | 4  | 1 |
| Yankees de New York | 0 | 1 | 1 | 0 | 2 | 0 | 1 | 0 | X | 5 | 10 | 1 |
| Lanceurs partants : HOU : Dallas Keuchel NYY : Masahiro Tanaka Vic. : Masahiro Tanaka (1-1) Déf. : Dallas Keuchel (1-1) HRs: NYY : Gary Sánchez (1) |   |   |   |   |   |   |   |   |   |   |    |   |

### Match 6
Vendredi 20 octobre 2017 au Minute Maid Park, Houston, Texas.
| Yankees de New York | 0 | 0 | 0 | 0 | 0 | 0 | 0 | 1 | 0 | 1 | 7 | 1 |
| Astros de Houston | 0 | 0 | 0 | 0 | 3 | 0 | 0 | 4 | X | 7 | 8 | 0 |
| Lanceurs partants : NYY : Luis Severino HOU : Justin Verlander Vic. : Justin Verlander (2-0) Déf. : Luis Severino (0-1) HRs : NYY : Aaron Judge (3) HOU : José Altuve (1) |   |   |   |   |   |   |   |   |   |   |   |   |

### Match 7
Samedi 21 octobre 2017 au Minute Maid Park, Houston, Texas.
| Yankees de New York | 0 | 0 | 0 | 0 | 0 | 0 | 0 | 0 | 0 | 0 | 3  | 0 |
| Astros de Houston | 0 | 0 | 0 | 1 | 3 | 0 | 0 | 0 | X | 4 | 10 | 0 |
| Lanceurs partants : NYY : CC Sabathia HOU : Charlie Morton Vic. : Charlie Morton (1-1) Déf. : CC Sabathia (1-1) Sauv. : Lance McCullers (1) HRs: HOU : Evan Gattis (1), José Altuve (2) |   |   |   |   |   |   |   |   |   |   |    |   |

Au monticule pour Houston, Charlie Morton lance les 5 premières manches du match sans accorder de point et Lance McCullers, habituellement lanceur partant, blanchit par la suite les Yankees pour une victoire protégée de 4 manches. Contre CC Sabathia, les Astros marquent en 4e manche le premier point de leur victoire de 4-0 sur un coup de circuit d'Evan Gattis. Ils en ajoutent 3 à la manche suivante contre Tommy Kahnle sur un circuit de José Altuve et un double de deux points de Brian McCann.
Pour Houston, Josh Reddick frappe à son second tour au bâton son premier coup sûr de la série, après avoir égalé le record peu enviable de la plus longue séquence sans coup sûr (0 en 22) dans une série éliminatoire, rééditant la performance de Dal Maxvill de Saint-Louis lors de la Série mondiale 1968 face à Détroit,.